# Алекс Івобі
Алекс Івобі (англ. Alex Iwobi, нар. 3 травня 1996, Лагос, Нігерія) — нігерійський футболіст, фланговий півзахисник клубу «Фулгем» і національної збірної Нігерії.

## Клубна кар'єра
Вихованець футбольної школи клубу «Арсенал». З 2013 року почав потрапляти до заявки основної команди того ж клубу, за яку дебютував в сезоні 2015/16.
Наступного сезону провів за головну команду «канонірів» вже 149 матчі в усіх турнірах.
Влітку 2019 року Алекс Івобі став футболістом «Евертона».
2 вересня 2023 року підписав контракт з «Фулгемом».

## Виступи за збірні
2011 року дебютував у складі юнацької збірної Англії, взяв участь в 11 іграх на юнацькому рівні, відзначившись одним забитим голом.
2015 року прийняв пропозиції на рівні основних збірних захищати кольори своєї батьківщини і дебютував в офіційних матчах у складі національної збірної Нігерії.
3 червня 2018 року був включений до заявки збірної на тогорічний чемпіонат світу в Росії.
| Дата       | Місто           | Господарі  | Результат | Гості               | Турнір                                  | Голи | Примітки |
| ---------- | --------------- | ---------- | --------- | ------------------- | --------------------------------------- | ---- | -------- |
| 8-10-2015  | Візе            | ДР Конго   | 2 – 0     | Нігерія             | товариський матч                        | -    | 57'      |
| 11-10-2015 | Брюссель        | Нігерія    | 3 – 0     | Камерун             | товариський матч                        | -    | 79'      |
| 25-3-2016  | Кадуна          | Нігерія    | 1 – 1     | Єгипет              | Відбір до Кубка африканських націй 2017 | -    | 82'      |
| 29-3-2016  | Александрія     | Єгипет     | 1 – 0     | Нігерія             | Відбір до Кубка африканських націй 2017 | -    | 73'      |
| 27-5-2016  | Ле-Петі-Кевії   | Нігерія    | 1 – 0     | Малі                | товариський матч                        | -    | 74'      |
| 31-5-2016  | Люксембург      | Люксембург | 1 – 3     | Нігерія             | товариський матч                        | -    | 59'      |
| 9-10-2016  | Ндола           | Замбія     | 1 – 2     | Нігерія             | Відбір до ЧС 2018                       | 1    |          |
| 12-11-2016 | Уйо             | Нігерія    | 3 – 1     | Алжир               | Відбір до ЧС 2018                       | -    | 75'      |
| 23-3-2017  | Лондон          | Нігерія    | 1 – 1     | Сенегал             | товариський матч                        | -    | 61'      |
| 1-6-2017   | Сен-Ле-ла-Форе  | Нігерія    | 3 – 0     | Того                | товариський матч                        | -    | 70'      |
| 10-6-2017  | Уйо             | Нігерія    | 0 – 2     | ПАР                 | Відбір до Кубка африканських націй 2019 | -    | 59'      |
| 7-10-2017  | Уйо             | Нігерія    | 1 – 0     | Замбія              | Відбір до ЧС 2018                       | 1    | 66'      |
| 10-11-2017 | Константіна     | Алжир      | 1 – 1     | Нігерія             | Відбір до ЧС 2018                       | -    | 81'      |
| 14-11-2017 | Краснодар       | Аргентина  | 2 – 4     | Нігерія             | товариський матч                        | 2    | 87'      |
| 23-3-2018  | Вроцлав         | Польща     | 0 – 1     | Нігерія             | товариський матч                        | -    | 59'      |
| 27-3-2018  | Лондон          | Нігерія    | 0 – 2     | Сербія              | товариський матч                        | -    | 88'      |
| 2-6-2018   | Лондон          | Англія     | 2 – 1     | Нігерія             | товариський матч                        | 1    |          |
| 6-6-2018   | Швехат          | Нігерія    | 0 – 1     | Чехія               | товариський матч                        | -    |          |
| 16-6-2018  | Калінінград     | Хорватія   | 2 – 0     | Нігерія             | ЧС 2018 - груповий етап                 | -    | 62'      |
| 22-6-2018  | Волгоград       | Нігерія    | 2 – 0     | Ісландія            | ЧС 2018 - груповий етап                 | -    | 90'      |
| 26-6-2018  | Санкт-Петербург | Нігерія    | 1 – 2     | Аргентина           | ЧС 2018 - груповий етап                 | -    | 90'      |
| 13-10-2018 | Кадуна          | Нігерія    | 4 – 0     | Лівія               | Відбір до Кубка африканських націй 2019 | -    |          |
| 16-10-2018 | Сфакс           | Лівія      | 2 – 3     | Нігерія             | Відбір до Кубка африканських націй 2019 | -    | 90+3'    |
| 17-11-2018 | Йоганнесбург    | ПАР        | 1 – 1     | Нігерія             | Відбір до Кубка африканських націй 2019 | -    | 90+3'    |
| 20-11-2018 | Асаба           | Нігерія    | 0 – 0     | Уганда              | товариський матч                        | -    | 75'      |
| 22-3-2019  | Асаба           | Нігерія    | 3 – 1     | Сейшельські Острови | Відбір до Кубка африканських націй 2019 | -    | 72'      |
| Усього     |                 | Матчів     | 26        |                     | Голів                                   | 5    |          |

## Досягнення
- Бронзовий призер Кубка африканських націй: 2019

«Арсенал»
- Володар Кубка Англії: 2016–17
- Володар Суперкубка Англії: 2017